# Крисандер Бота
Крисандер Бота (енгл. Chrysander Botha; 13. јул 1988) професионални је рагбиста и репрезентативац Намибије, који тренутно игра за премијерлигаша Ексетер Чифс. Висок 188 цм, тежак 78 кг, игра на позицији број 15 - аријер (енгл. Full back). Пре Ексетера играо је за Лајонсе и Фалконсе. За Намибију је дебитовао против Зимбабвеа 2008. Дао је један есеј на светском првенству 2011. у утакмици групне фазе против Фиџија. За национални тим Намибије је до сада одиграо 38 тест мечева и постигао 155 поена.